# سيبيونات التستوستيرون
التستوستيرون سيبيونات (بالإنجليزية: Testosterone cypionate)‏ هو عقارٌ أندروجينيّ وستيرويديّ ابتنائيّ، يُباع تحت الاسم التجاريّ ديبو التستوستيرون وأسماءٍ أخرى، ويُستخدم بشكلٍ رئيسيّ في علاج انخفاض مستويات هرمون التستوستيرون لدى الرجال، بجانب استخدامه في العلاج الهرمونيّ للرجال مغايري الهويّة الجنسيّة. يُعطى التستوستيرون سيبيونات عن طريق الحقن في العضلات أو تحت الجلد مرة واحدة كل أسبوع إلى أربعة أسابيع بحسب المؤشرات السريريّة.
تشمل آثاره الجانبيّة ظهورَ أعراض تذكيرٍ كحبِّ الشباب وزيادة نمو الشعر وتغيراتٍ في الصوت وزيادةٍ في الرّغبة الجنسيّة. التستوستيرون سيبيونات عقار مُصنَّع أندروجينيّ وستيرويديّ ابتنائيّ، وبالتالي فهو ناهضٌ لمستقبلات الأندروجين التي تُعدّ المستهدفات الحيويّة للأندروجينات مثل هرمون التستوستيرون والديهدروتستوستيرون. ما يجعل العقار مفيدًا في إنتاج التذكير ومناسبًا للعلاج البديل بالأندروجين أنّ له تأثيراتٍ أندروجينيّةً قوية وتأثيراتٍ ابتنائيّةً معتدلة. التستوستيرون سيبيونات هو إستر للتستوستيرون ودواء أوّلي طويل الأمد لمدّ الجسم بالتستوستيرون، وبالتالي فهو يعتبر شكلًا طبيعيًا ومطابقًا بيولوجيًا من هرمون التستوستيرون.
قُدم التستوستيرون سيبيونات للاستخدام الطبي في عام 1951، ويُستهلك بشكلٍ رئيسيّ في الولايات المتّحدة. يُستخدم لتحسين اللياقة البدنيّة والأداء إلى جانب استخداماته الطبيّة، كما أنه يُعدّ واحدًا من أكثر استرات التستوستيرون استخدامًا، إلى جانب التستوستيرون إنانثات، والتستوستيرون أنديكنوات، والتستوستيرون بروبيونات. يخضع هذا العقار للرقابة في العديد من البلدان، وعليه فإنّ استخدامه في الأغراض غير الطبيّة ليس قانونيًا.

## الاستخدامات الطبيّة
يُستخدم التستوستيرون سيبيونات في المقام الأوّل في العلاج البديل بالأندروجين، وهو معتمدٌ حاليًا من قبل إدارة الغذاء والدواء لعلاج قصور الغدد التناسليّة الأوّلي أو الناتج عن نقص مُوّجهة الغدد التناسلية (الخَلقيّ أو المكتسب). لم تُثبت سلامته بعد لحالات إياس الذكور (قصور الغدد التناسلية المتأخر البدء عند الرجال). يُستخدم حاليًا بدون تصريحٍ من أجل سرطان الثديّ، واضطرابات الثديّ، وتأخّر البلوغ في الأولاد، وقلّة النطاف (انخفاض عدد الحيوانات المنويّة)، والعلاج باستخدام الهرمونات البديلة في الرجال مغايري الهويّة الجنسيّة، وهشاشة العظام.

## الأعراض الجانبيّة
تشمل الأعراض الجانبيّة للتستوستيرون سيبيونات التذكير وغيره.

## علم الأدوية

### الديناميكيّات الدوائيّة
انظر أيضًا: آليّة عمل التستوستيرون، والستيرويد الابتنائيّ وعلم الأدوية.
التستوستيرون سيبيونات هو دواء أوّلي لهرمون التستوستيرون وأندروجين وستيرويد أندروجينيّ ابتنائيّ، أي أنّه ناهض لمستقبلات الاندروجين

### الحركيات الدوائيّة
يقال إنّ الحركيّة الدوائيّة للتستوستيرون سيبيونات عن طريق الحقن العضليّ المدخريّ، والتي تشمل عمر النصف الحيويّ للإزالة ومدة العمل، قابلة للمقارنة للغاية مع تلك الموجودة في التستوستيرون إنانثات، بل ويمكن اعتبارهما نفس الشيء. على هذا النحو، يعتبر التستوستيرون سيبيونات والتستوستيرون إنانثات «قابلان للتبادل الوظيفيّ» كأدوية. من أجل الاستخدام كمرجع، عمر النصف الحيويّ للإزالة للتستوستيرون إنانثات 4.5 يوم، ومتوسط زمن المكوث هو 8.5 يوم، وينبغي أن يُعطى بتكرار لنحو مرّة واحدة كل أسبوع. يتسبّب الدواء في تقلباتٍ كبيرة في مستويات هرمون التستوستيرون، بحيث تكون المستويات مرتفعة وأعلى من أيّ معدلٍ طبيعيٍّ في البداية. دُرست الحركيّات الدوائيّة للتستوستيرون سيبيونات وأُبلِغ عنها. 

## الكيمياء
التستوستيرون سيبيونات، أو التستوستيرون 17 بيتا-سيكلوبنتيل بروبيونات، هو الستيرويد الأندروستانيّ المُصنّع، وأحد مشتقات التستوستيرون، والإستر الأندروجينيّ، على وجه التحديد، هو إستر سي 17 بيتا-سيكلوبنتيل بروبيونات (سيبيونات) التستوستيرون.

## التاريخ
قُدّم التستوستيرون سيبيونات للاستخدام الطبيّ في الولايات المتّحدة في عام 1951 تحت الاسم التجاريّ ديبو التستوستيرون.

## التّوفر
يُسوَّق التستوستيرون سيبيونات في الولايات المتّحدة ولا يتوفر على نطاق واسع خارجها، على الرغم من أنّه قد سُوِّق في كندا وأستراليا وأسبانيا والبرازيل وجنوب إفريقيا. 

## الوضع القانونيّ
يخضع التستوستيرون سيبيونات مع غيره من الستيرويدات الأندروجينيّة الابتنائيّة للرقابة ضمن الجدول الثالث في الولايات المتّحدة بموجب قانون المواد الخاضعة للرقابة، وضمن الجدول الرابع في كندا بموجب قانون العقاقير والمواد الخاضعة للرقابة.